# Uraí
Uraí es un municipio brasileño del estado de Paraná, en la región sur del país. Su población estimada en el 2010 era de 11.472 habitantes.

## Geografía
Tiene un área de 237.806 km², que represente un 0.1193% del estado, 0.0422% de la región y un 0.0028% del territorio brasileño.

## Demografía

### Datos del censo - 2000
Población total: 11.876
- Urbana: 9.162
- Rural: 2.714
- Hombres: 5.895
- Mujeres: 5.981